# 앨리슨 헤이즈
앨리슨 헤이즈(Allison Hayes, 1930년 3월 6일 ~ 1977년 2월 27일)는 미국의 배우, 모델, 텔레비전 배우, 영화배우이다.

## 영화
- 후즈 빈 슬리핑 인 마이 베드? (1963년)
- 50피트 우먼 (1958년)
- 모라 타우의 좀비들 (1957년)
- 페리 메이슨 (1957년)
- 죽지 않는 자들 (1957년)
- 여자 보안관 로즈 (1956년)
- 시카고 신디케이트 (1955년)
- 프로디갈 (1955년)
- 프란시스 조인스 더 WACS (1954년)
- 이교도의 기치 (1954년)